# Егоров, Александр Николаевич (украинский политик)
Александр Николаевич Егоров (укр. Олександр Миколайович Єгоров; род. 6 октября 1965, Донецк) — Народный депутат Украины, член Партии регионов.

## Образование
1992 — Донецкий государственный университет, специальность — «экономист»
2004 — Академия государственного управления при Президенте Украины, магистр государственного управления

## Трудовая деятельность
1983 — 1995 — работал на различных предприятиях г. Донецк
1995 — 1998 — работал в горисполкоме Донецкого горсовета
1998 — был избран секретарём Донецкого городского совета
2002 — был избран секретарем Донецкого городского совета
С 2004 по 2005 год — советник Вице-премьер-министра Украины
2005 — старший консультант Секретариата Комитета ВРУ ТЭК
2006 — 2009 — председатель наблюдательного совета ООО «Актив — Банк»
2009 — 2010 — секретарь Федерации Профессиональных союзов Украины
Народный депутат Украины VI созыва
На парламентских выборах 2012 года — был избран народным депутатом Украины по списку Партии регионов.
По свидетельству Александра Попова следил за разгоном студентов 30 ноября 2013 года.